# Вилворде
Вилворде (на нидерландски: Vilvoorde) е град в Централна Белгия, окръг Хале-Вилворде на провинция Фламандски Брабант. Населението му е около 37 300 души (2006).

## Известни личности
Родени във Вилворде
- Алисън Ван Ойтванк (р. 1994), тенисистка
- Александер Де Кро (р. 1975), политик

Починали във Вилворде
- Вик Нес (1936 – 2013), композитор
- Ян ван Хелмонт (1580 – 1644), композитор